# Владимир (Груца)
Владыка Владимир (Груца) (укр. Володимир Груца) украинский церковный деятель, епископ-помощник Львовской архиепархии

## Биография
Родился 19 августа 1976 в городе Добромиль. 12 июля 2001 года получил иерейские дары с рук епископа Андрея (Сапеляка). В 2016 году Папа Римский Франциск дал согласия на канонический выбор нового епископа-помощника для Львовской архиепархии. Отец Владимир получил титул епископ Баганны. 7 апреля 2016 года проведена епископская хиротония.